# 白沙镇 (台山市)
白沙镇是中华人民共和国广东省江门市台山市下辖的一个乡镇级行政单位。，辖区总面积238平方公里，总人口14万人。

## 名稱由來
白沙镇因地处河边，潭江支流台山段河床和河岸均为白色晶莹石英砂，沙堆成山，故而得名。

## 行政区划
白沙镇下辖以下地区：
白沙圩社区、潮境圩社区、三八圩社区、潮境村、阳岭村、西村、龚边村、下屯村、江头村、长江村、朗北村、朗南村、朗溪村、五围村、岗美村、里边村、冲泮村、塘洞村、冲云村、邹村和新三八村。

## 知名人物
- 黃道益